# Província d'Ifni
La província d'Ifni va ser una província espanyola d'ultramar que s'estenia en un petit territori colonial situat en la costa occidental de l'actual el Marroc entorn de la ciutat de Sidi Ifni. Va existir com a tal entre 1958 i 1969, encara que ja des de 1958 —arran del desenllaç de la Guerra d'Ifni— el control de facto per part d'Espanya de la major part del territori es va veure substancialment reduït; es limitava a la ciutat de Sidi Ifni i els seus voltants.

## Símbols
L'escut heràldic de la província seguia el següent blasó:
| «                                                         | Escut tallat. Primer d'atzur, el peix de plata passant; segon d'or, la creu de Jerusalem, en gules. | » |
| — Boletín Oficial del Estado nº 17 de 19 de gener de 1962 | |   |

## Història

### Antecedents
El 28 d'abril de 1860 el sultà del Marroc va reconèixer els drets espanyols sobre Santa Cruz de la Mar Pequeña, una antiga plaça espanyola en la costa atlàntica del nord d'Àfrica fundada per Diego García de Herrera cap el 1476. Una comissió hispanomarroquina propiciada per la Reial Acadèmia de la Història va determinar erròniament en 1878 l'ancorada de Uad Ifni com la ubicació de Santa Cruz de la Mar Pequeña; aquesta última en l'actualitat es tendeix a situar a Puerto Cansado, un altre punt de la costa atlàntica del Magrib. Espanya no va procedir a l'ocupació de la colònia de Ifni fins a 1934. El territori d'Ifni es trobava subdividit en els districtes Centre (amb capital a Sidi Ifni), Nord (amb capital a Tiugsa), i Sud (amb capital a Telata de Isbuia). Entre 1946 i 1958 Ifni va formar part de l'Àfrica Occidental Espanyola (abreujada com AOE, el conjunt de colònies i protectorats d'Espanya en la part occidental del continent africà), junt amb Cap Juby, Saguia el Hamra i Río de Oro. Entre 1957 i 1958 es va lliurar la Guerra d'Ifni entre forces francoespanyoles i l'Exèrcit d'Alliberament Marroquí.

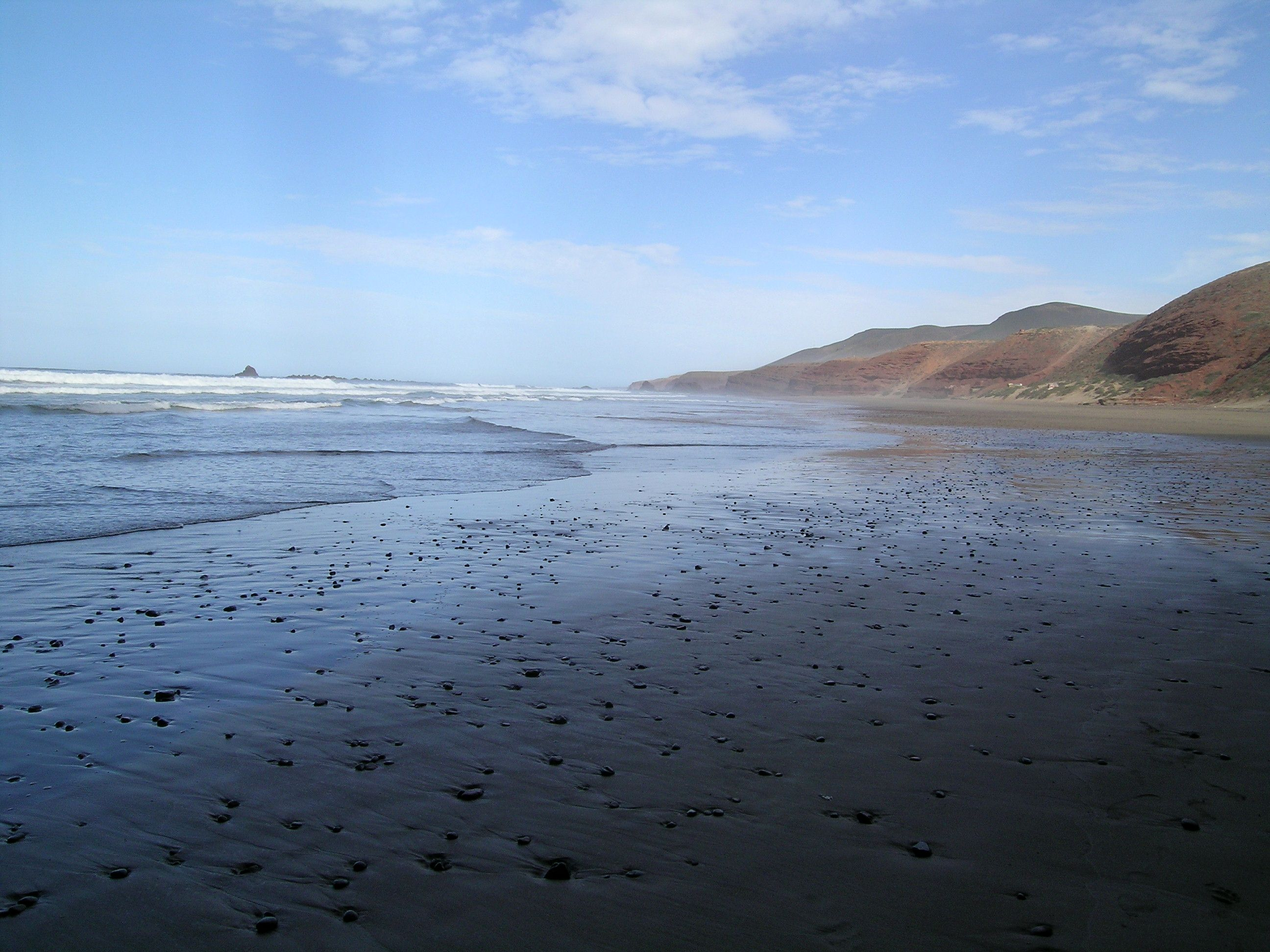
Platja de Lagzira a Sidi-Ifni

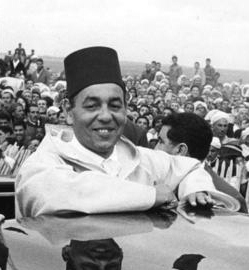
En 1969, al Tractat de Fes, Francisco Franco i Hassan II acordaren la tornada a la situació prèvia a 1860 i Marroc recuperà tot el territori.

### Província
En desaparèixer l'Àfrica Occidental Espanyola, Ifni es va constituir el 10 de gener de 1958 en una província d'ultramar, en el marc segons alguns acadèmics d'«una campanya de legitimació històrica de la presència colonial espanyola a Àfrica». Després de la guerra, Espanya solament va poder mantenir control efectiu de facto sobre el perímetre de la ciutat de Sidi Ifni. A diferència del cas dels territoris del Sàhara Occidental, ja des de 1963 la dictadura es va mostrar oberta a la descolonització del territori i lliurament al Marroc governat pel monarca Hassan II. En 1965 la resolució 2072 de l'Organització de les Nacions Unides va convidar Espanya a la descolonització dels territoris de Sàhara Occidental i d'Ifni. El Tractat de Fes del 4 de gener de 1969, que secundaren les corts franquistes, propicià la retrocessió d'Ifni i el 30 de juny de 1969 el Marroc assumí la possessió del territori.

## Demografia
| Gràfica d'evolució demogràfica de Província d'Ifni entre 1958 i 1965 |
|                                                                      |
| Font per a 1960 i 1965                                               |